# Charlotte McShane
Charlotte McShane (* 14. August 1990 in Wick, Schottland) ist eine schottischstämmige australische Triathletin. Sie ist Xterra-U20-Weltmeisterin des Jahres 2008 und Triathlon-U23-Weltmeisterin des Jahres 2013.

## Werdegang
McShane wuchs in Helensburgh auf, übersiedelte jedoch mit 15 Jahren im Jahr 2005 in einen Ort nahe bei Bairnsdale in Victoria. McShane lebt und trainiert jetzt in Wollongong, New South Wales, ihr Coach ist der NSWIS-Cheftrainer Jamie Turner. Auch ihren jüngeren Bruder Stephen schätzt Charlotte McShane als Trainingspartner.
2001 fuhr McShane samt Familie nach Kona auf Hawai, um ihren Vater Frank anzufeuern – seit damals wusste Charlotte McShane, dass auch ihre Zukunft im Triathlon liegt und Kona ihr Fernziel bleibt. In Schottland studierte Charlotte McShane an der Glasgow School of Sport und gewann mehrere schottische Juniorenmeisterschaften. Im November 2005 zog McShanes Familie nach Australien und trotz ihres jungen Alters begann Charlotte zunächst auf der Langdistanz und mit Halbironman – vor allem, weil sie das Windschattenfahren ablehnt.

### Xterra-U20-Weltmeisterin 2008
2008 wurde die 18-jährige McShane U20-Xterra-Weltmeisterin in Wailea Maui. Sie wurde bei zwei Elite-Half-Ironman-Bewerben jeweils Vierte: dem Yeppoon 70.3 Half Ironman sowie dem Canberra Half Ironman Triathlon. Bei den Ozeanienmeisterschaften auf der Langdistanz wurde die noch 18-Jährige Sechste – ebenfalls in der Elite-Kategorie.
2009 konzentrierte sich McShane noch auf die Langdistanz. Bei den Elite-Kurzdistanzmeisterschaften des Bundesstaates Victoria gewann McShane Gold ebenso bei den Südaustralischen und den Nordterritorien-Langdistanzmeisterschaften. Beim Elite Female Shepparton 70.3 Half Ironman wurde sie Dritte, beim Elite Female Canberra 70.3 Half Ironman Vierte.
2010 entschloss sich McShane, trotz ihrer Abneigung gegen das Windschattenfahren, wieder ausschließlich auf der Kurzdistanz, d. h. bei ITU-Wettkämpfen an den Start zu gehen. In Genf konnte sie Europacupsilber erringen und bei den U23-Weltmeisterschaften vertrat sie Australien.
Seit 2011 nimmt McShane auch an der französischen Clubmeisterschaftsserie Lyonnaise des Eaux teil und ging zunächst für TOCC (Tri Olympique Club Cessonais) an den Start. McShane bestreitet auch kleinere Nicht-ITU-Rennen. Im Juni 2011 etwa nahm sie an zwei baskischen Triathlonbewerben in der Nähe ihres Trainingslagers in Vitoria teil: sowohl den Donostia Sprint Triathlon (12. Juni 2011) als auch den Lekeitio Triathlon (18. Juni 2011) konnte sie gewinnen.

### Triathlon-U23-Weltmeisterin 2013
In der Saison 2013 vertrat sie „Brive Limousin Tri“ und war das Zugpferd ihres Clubs. In Dünkirchen (26. Mai 2013) wurde sie 25., in Les Sables d’Olonne (9. Juni 2013) Vierte, wobei nur zwei der Läuferinnen dieses Clubs überhaupt das Ziel erreichten.
Im September 2013 wurde sie in London U23-Weltmeisterin. Mit dem dritten Rang im neunten und letzte Rennen der Saison 2016 belegte sie in der Jahreswertung der ITU den achten Rang.
Im Juli 2017 wurde sie in Hamburg mit dem australischen Team Weltmeister im Mixed-Relay (gemischte Staffel). Im Februar 2022 wurde die 31-Jährige australische Vizemeisterin Triathlon.

## Sportliche Erfolge
| Datum/Jahr    | Rang | Wettbewerb                                           | Austragungsort | Zeit     | Bemerkung                                                                                  |
| ------------- | ---- | ---------------------------------------------------- | -------------- | -------- | ------------------------------------------------------------------------------------------ |
| 20. Apr. 2024 | 16   | ITU Triathlon World Cup                              | Wollongong     | 01:01:32 |                                                                                            |
| 1. Okt. 2023  | 23   | ITU Triathlon World Cup                              | Tanger         | 01:00:50 | hinter der Deutschen Lisa Tertsch                                                          |
| 26. Feb. 2022 | 2    | OTU Triathlon Championships                          | Devonport      | 01:02:21 | Zweite beim Oceania Triathlon Cup hinter Matilda Offord                                    |
| 19. Sep. 2021 | 32   | ITU World Championship Series 2021                   | Hamburg        | 01:00:47 |                                                                                            |
| 17. Juli 2017 | 1    | ITU Sprint Triathlon World Championship Team         | Hamburg        |          | Weltmeisterin im Team – zusammen mit Jacob Birtwhistle, Matthew Hauser und Ashleigh Gentle |
| 15. Juli 2017 | 8    | ITU World Championship Series 2017                   | Hamburg        | 01:00:05 | [ 2 ]                                                                                      |
| 20. Mai 2017  | 1    | Bilbao Triathlon                                     | Bilbao         | 02:18:10 |                                                                                            |
| 8. Apr. 2017  | 6    | ITU World Championship Series 2017                   | Gold Coast     | 00:58:22 |                                                                                            |
| 30. Okt. 2016 | 3    | Noosa Triathlon                                      | Noosa          | 02:05:03 |                                                                                            |
| 18. Sep. 2016 | 3    | ITU World Championship Series 2016                   | Cozumel        | 01:59:25 |                                                                                            |
| 6. Aug. 2016  | 1    | London Triathlon                                     | London         | 01:56:33 |                                                                                            |
| 5. März 2016  | 8    | ITU World Championship Series 2016                   | Abu Dhabi      | 01:57:25 | im ersten Rennen der Saison                                                                |
| 1. Nov. 2015  | 2    | Noosa Triathlon                                      | Noosa          |          | Zweite hinter Ashleigh Gentle                                                              |
| 11. Apr. 2015 | 31   | ITU World Championship Series 2015                   | Gold Coast     | 02:02:44 |                                                                                            |
| 12. Sep. 2013 | 1    | ITU Triathlon Short Distance World Championships U23 | London         | 01:55:38 | U23-Weltmeisterin                                                                          |
| 1. Juni 2013  | 18   | ITU World Championship Series 2013                   | Madrid         | 02:07:52 |                                                                                            |
| 11. Mai 2013  | 10   | ITU World Championship Series 2013                   | Yokohama       | 01:59:23 |                                                                                            |
| 15. Aug. 2010 | 2    | ITU Triathlon European Cup                           | Genf           | 02:19:17 |                                                                                            |
| 23. Mai 2010  | 3    | ITU Triathlon European Cup                           | Strathclyde    | 02:07:53 |                                                                                            |
| 13. Dez. 2009 | 4    | Canberra Half Ironman Triathlon                      | Canberra       |          |                                                                                            |
| 14. Dez. 2008 | 4    | Canberra Half Ironman Triathlon                      | Canberra       |          |                                                                                            |
| 17. Aug. 2008 | 4    | Capricorn Half                                       | Yeppoon        |          |                                                                                            |

| Datum/Jahr    | Rang | Wettbewerb                                      | Austragungsort | Zeit     | Bemerkung                             |
| ------------- | ---- | ----------------------------------------------- | -------------- | -------- | ------------------------------------- |
| 21. Okt. 2009 | 13   | ITU Long Distance Triathlon World Championships | Perth          | 04:41:25 | Weltmeisterschaft auf der Langdistanz |

| Datum/Jahr    | Rang | Wettbewerb                              | Austragungsort | Zeit | Bemerkung                            |
| ------------- | ---- | --------------------------------------- | -------------- | ---- | ------------------------------------ |
| 26. Okt. 2008 | 1    | Xterra Triathlon World Championship U20 | Maui           |      | U20-Weltmeisterin im Cross-Triathlon |